# Blackburn Olympic Football Club
Blackburn Olympic Football Club fue un equipo de fútbol inglés de finales del siglo XIX con sede en la ciudad de Blackburn, en Lancashire. A pesar de que el club existió solo una década, es muy importante en la historia del fútbol en Inglaterra, ya que fue el primer equipo del norte del país y el primero de la clase trabajadora que ganó la principal competición futbolística de la nación, la Football Association Challenge Cup (conocida generalmente como FA Cup). La copa solo había sido ganada por equipos amateurs adinerados de los Home counties, y la victoria del Olympic marcó un punto decisivo en la transición del deporte, desde un pasatiempo de los caballeros de clase alta a un deporte profesional.
El club se fundó en 1878 y en sus inicios solo participó en torneos locales menores. En 1880 ingresó por primera vez en la FA Cup y tres años más tarde venció al Old Etonians F.C. en Kennington Oval, ganando el trofeo. Esta victoria fue un factor importante en la decisión tomada por el consejo de administración deportivo, la Football Association, para permitir el profesionalismo. Sin embargo, el Olympic fue incapaz de competir con los equipos más ricos y de mejor soporte económico de la era profesional y desapareció en 1889.
Muchos de los partidos que el Olympic jugó de local se disputaron en el Hole-i'-th-Wall Stadium, que le debe su nombre a un pub cercano. A partir de 1880, la primera equipación del Olympic consistió en una camiseta celeste y pantalones blancos. Un jugador del club, James Ward, fue convocado para la selección inglesa y otros seis jugadores internacionales jugaron para el club; entre estos se encontraba Jack Hunter, quien era el entrenador del club cuando el equipo ganó la FA Cup.

## Historia

### Formación y primeros años

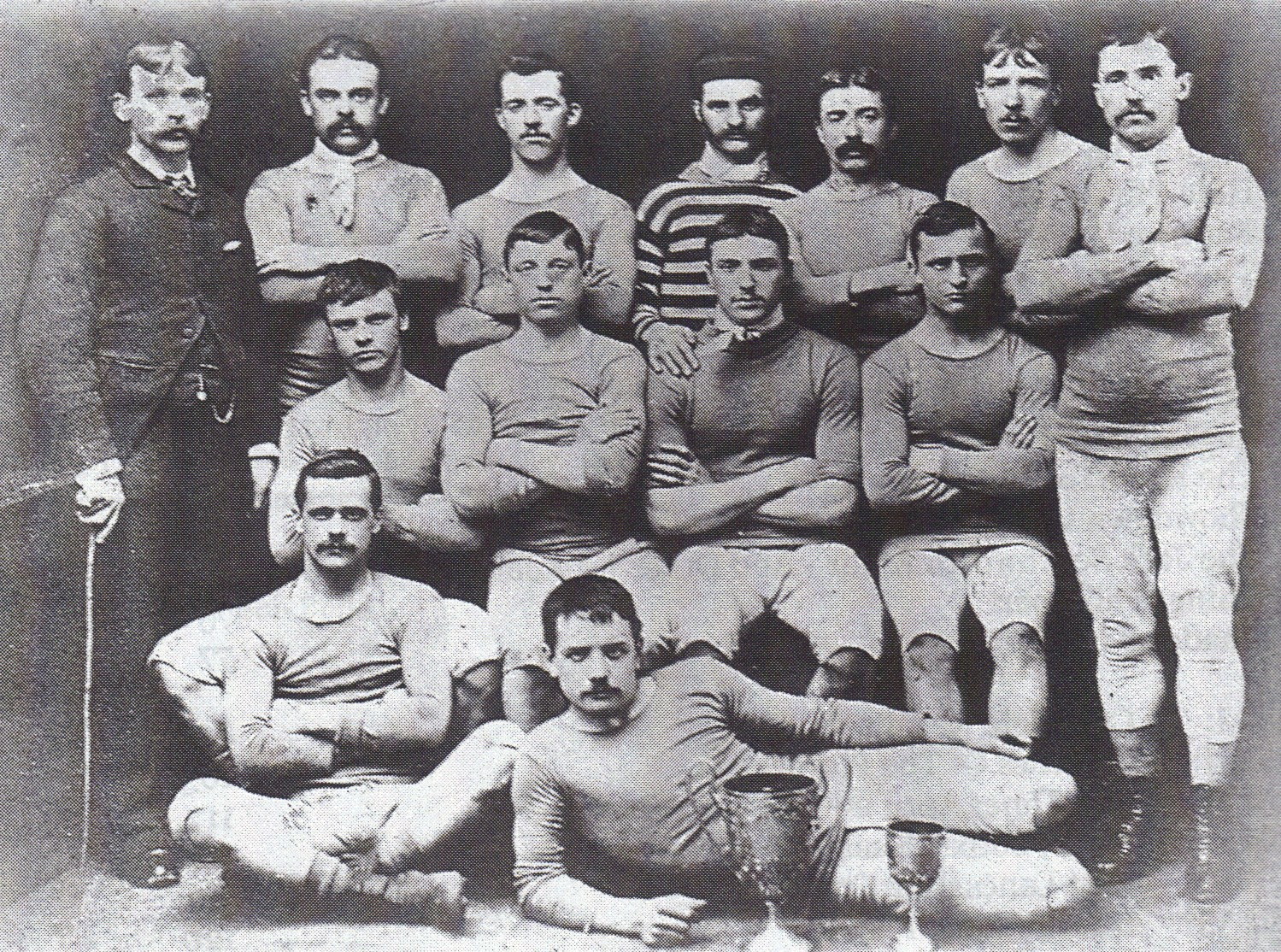
El plantel del Olympic de 1882, mostrando los dos trofeos que el club había ganado en esos cuatro años de existencia.

El fútbol  se originó en la década de 1860 en el sur de Inglaterra y era practicado por equipos de clase alta, exalumnos de las public schools y graduados de Oxbridge. Sin embargo, el juego se propagó por las ciudades industriales del norte en la década siguiente. La ciudad de Blackburn, en Lancashire, tenía más de una docena de equipos de fútbol activos hacia 1877, con el Blackburn Rovers, fundado en 1875, visto generalmente como el equipo principal de la ciudad. El Blackburn Olympic F.C. fue fundado en febrero de 1878 cuando dos de estos clubes, el Black Star y el James Street, decidieron unirse; Sydney Yates, el dueño de una fundidora de hierro local, es considerado como el fundador y fue uno de los principales beneficiarios del club. El nombre fue elegido por James Edmondson, quien fuera el primer tesorero del club, y se cree que se había inspirado en una reciente excavación en Olympia, lugar de los antiguos Juegos Olímpicos. El primer partido del nuevo club fue un amistoso jugado el 9 de febrero de 1878, que terminó con victoria por 2:0 sobre el equipo local, el St. John's. En abril, el club ingresó en su primera competición, la Livesey United Cup. El Olympic derrotó al St. Mark's en la final para ganar el torneo y como el certamen no se realizó nuevamente, retuvo el trofeo a perpetuidad.
Durante las dos temporadas siguientes, continuó jugando partidos amistosos e ingresó a la Blackburn Association Cup, un torneo de eliminación directa en el que solo participaban los clubes locales, creado por la organización que manejaba el fútbol en la ciudad. El Olympic ganó la copa en 1879 y en 1880, que fue la última edición del certamen, ya que desapareció cuando la Blackburn Association fue absorbida por la Lancashire County Football Association, que tenía un mayor alcance. Como ocurrió con la Livesey United Cup, el trofeo se mantuvo en posesión del Olympic por el resto de la existencia del club. A diferencia del Blackburn Rovers, que estaba formado principalmente por exalumnos de las public schools, el Blackburn Olympic estaba integrado por hombres de la clase trabajadora. Ambos clubes se enfrentaron por primera vez el 15 de febrero de 1879, con victoria por 3:1 del Olympic.
La comitiva del club decidió en 1880 que el Olympic debía competir por premios mayores y optó por ingresar en dos competiciones adicionales, la Lancashire Senior Cup y la Football Association Challenge Cup (FA Cup), que era la competencia futbolística más importante del país. En el primer partido del club en la FA Cup, los Light Blues fueron derrotados 5:4 por el Sheffield FC, y perdieron nuevamente en primera ronda en la temporada siguiente, esta vez de visitantes, con un resultado de 3:1 ante el Darwen. La reputación del club en su área de origen estaba creciendo, por lo que se organizaban partidos con equipos más lejanos, como el Sheffield Wednesday, el Nottingham Forest e incluso contra equipos escoceses, como el Cowlairs y el Hibernians. Sus crecientes gastos fueron cubiertos con la ayuda de Sydney Yates, que prestó apoyo financiero al Olympic durante la mayor parte de su existencia. Al final de la temporada 1881-82, el Olympic derrotó al Blackburn Rovers para obtener la East Lancashire Charity Cup.

### Éxito

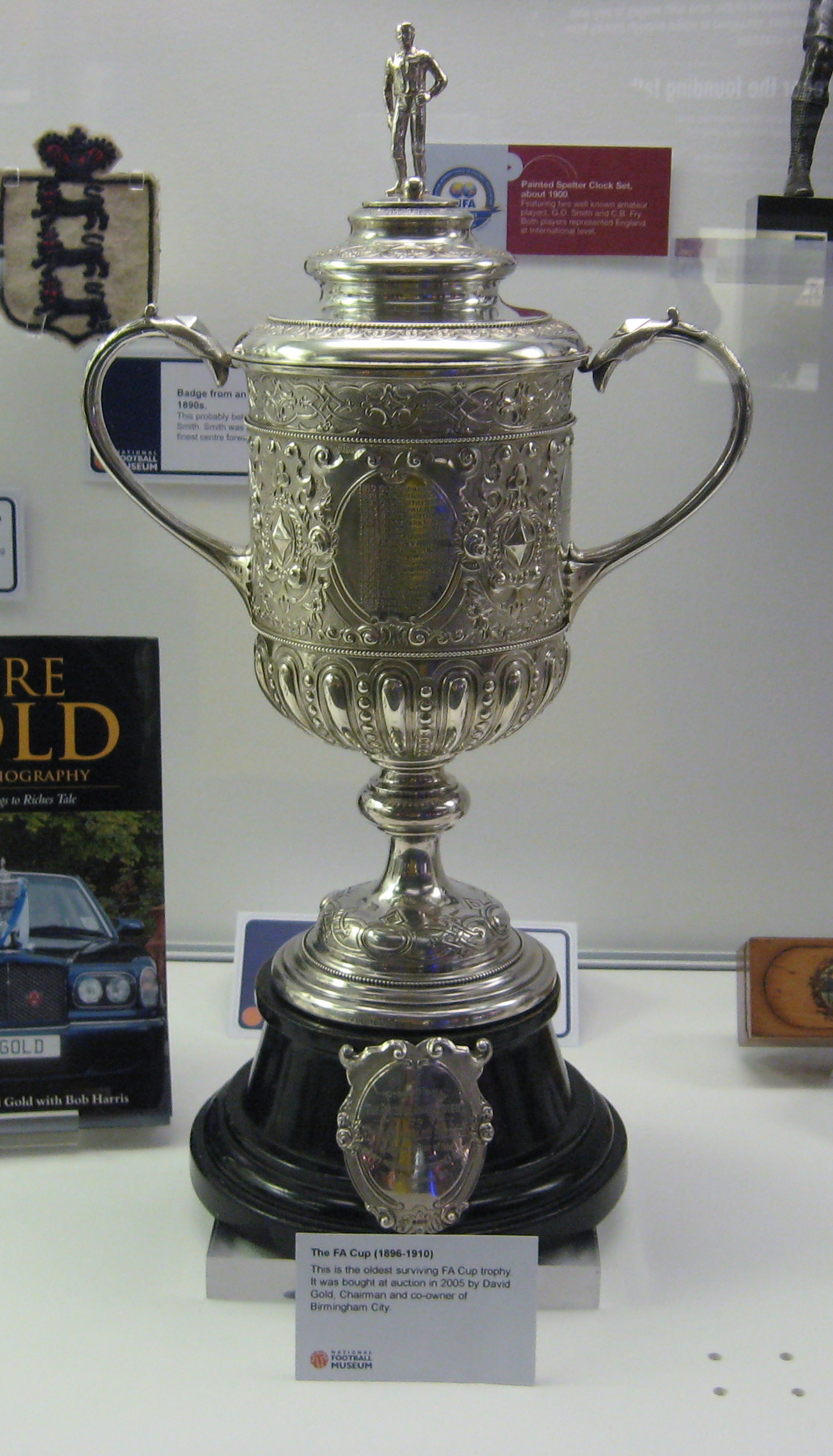
El segundo trofeo de la FA Cup, mostrado aquí, tiene un diseño idéntico al ganado por el Olympic en 1883. El trofeo original fue robado en 1895 y nunca pudo ser recuperado.

En la FA Cup de la temporada 1882-83, el Olympic derrotó a cuatro clubes de Lancashire, el Accrington, el Lower Darwen, el Darwen Ramblers y el Church, para llegar a la quinta ronda. En esta etapa, el sorteo indicó que los Light Blues debían jugar contra un equipo galés, el Druids. El Olympic derrotó al club basado en Ruabon por 4:1 y llegó a las semifinales, donde se enfrentaría por primera vez con un club del sur de Inglaterra, el Old Carthusians. Los Carthusians, el equipo de los exalumnos de la Charterhouse School, habían ganado la copa dos años antes e incluso los diarios de Blackburn los consideraban como los favoritos para llegar a la final. El Olympic, sin embargo, ganó 4:0 en un partido jugado en cancha neutral en Whalley Range, Mánchester, para alcanzar la final, donde jugaría con otro de los grandes equipos amateurs, el Old Etonians, en Kennington Oval. Los Etonians habían derrotado al Blackburn Rovers, el clásico rival del Olympic, en la final del año anterior, que fue la primera vez que un equipo del norte llegaba a esa instancia.
Antes de la final, el exjugador de la selección inglesa Jack Hunter, quien se había unido al club en 1882 en calidad de jugador y entrenador, hizo los preparativos para llevar al equipo a Blackpool por algunos días y realizar un entrenamiento especial. Ningún club había hecho hasta la fecha nada parecido y la idea fue considerada extremadamente original. El escritor Mark Keech señaló en su Encyclopedia of British Football, publicada en 2002:

This was the first recorded occasion of sustained systematic training, with players leaving home for a period of time to live communally.
Esta fue la primera ocasión registrada de un entrenamiento sistemático sostenido, con jugadores que dejaban su hogar por un período de tiempo para vivir en comunidad.

En la siguiente tabla se muestra el camino recorrido por el Blackburn Olympic para ganar la FA Cup de la temporada 1882-83:
| Etapa         | Rival           | Resultado | Fecha y lugar                                |
| ------------- | --------------- | --------- | -------------------------------------------- |
| Primera Ronda | Accrington      | 6:3       | S/D                                          |
| Segunda Ronda | Lower Darwen    | 8:1       | S/D                                          |
| Tercera Ronda | Darwen Ramblers | 8:0       | S/D                                          |
| Cuarta Ronda  | Church          | 2:0       | S/D                                          |
| Quinta Ronda  | Druids          | 4:1       | S/D                                          |
| Semifinales   | Old Carthusians | 4:0       | S/D Whalley Range, Mánchester                |
| Final         | Old Etonians    | 2:1       | 31 de marzo de 1883 Kennington Oval, Londres |

La final se disputó el 31 de marzo de 1883 en el Kennington Oval, en el barrio Kennington de Londres, ante 8.000 espectadores. Los Etonians tomaron la delantera cuando Harry Goodhart marcó durante la primera mitad; sin embargo Arthur Matthews empató para el Olympic en el segundo tiempo. Poco después, Arthur Dunn se lesionó y debió abandonar el campo, reduciendo a diez el número de jugadores del Etonians por el resto del partido. El resultado se mantuvo igualado al final de los noventa minutos reglamentarios. Según las regulaciones de la FA Cup, podían jugarse treinta minutos de tiempo extra en caso de empate, a juicio del árbitro, y en respuesta al ferviente ánimo del público, los capitanes pidieron seguir jugando para tratar de asegurar un resultado. Durante el tiempo extra, la mayor resistencia del Olympic comenzó a hacerse notar. Alrededor de los veinte minutos del suplementario, Jimmy Costley recibió un pase de John Yates y pateó el balón para marcar el gol decisivo, venciendo al arquero del Etonian, John Rawlinson. Durante el regreso del equipo a Blackburn, los jugadores formaron parte de un desfile de celebración y fueron recibidos en una recepción cívica, en la cual el capitán Albert Warburton proclamó:

The Cup is very welcome to Lancashire. It'll have a good home and it'll never go back to London.
La copa es muy bienvenida en Lancashire. Tendrá una buena casa y nunca regresará a Londres.
Albert Warburton

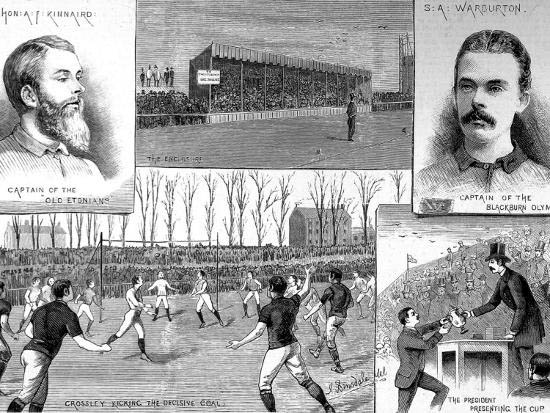
Final de la FA Cup de 1883, ganada por 2:1 ante el Old Etonians. En la esquina superior izquierda se observa a Arthur Kinnaird, capitán del Etonians, y a Albert Warburton en la derecha, del Olympic.

En el sur, sin embargo, la victoria del Olympic sobre uno de los equipos amateurs más grandes provocó consternación. En ese tiempo, la Football Association (la FA), el consejo de administración deportivo, prohibió que los clubes pagaran a sus jugadores. A pesar de ello, los clubes de la clase trabajadora, especialmente los basados en Lancashire, estaban bajo sospecha de realizar pagos ilegales a sus jugadores desde, por lo menos, 1876. En el comienzo de una buena racha de victorias del Olympic, varios periodistas y oficiales afiliados con los clubes amateurs del sur intensificaron sus esfuerzos para que la FA investigara las finanzas de los clubes del norte. Se enfocaron principalmente en el viaje de entrenamiento realizado en Blackpool por el Olympic, sugiriendo que los jugadores no podrían haberse tomado tanto tiempo de trabajo, a menos que el club les estuviera pagando alguna clase de sueldo. También surgieron preguntas en torno a los jugadores que se trasladaban de una ciudad a otra, aparentemente con el simple propósito de jugar para un nuevo equipo de fútbol. En el caso del Olympic, Jack Hunter se había mudado de Sheffield para unirse al club. Finalmente, no se tomó ninguna acción contra el Olympic, a pesar de que se impusieron castigos para otros clubes, incluyendo al Preston North End, que fue expulsado de la FA Cup. Por su parte, esto provocó que los clubes del norte hicieran planes para romper las relaciones con la FA y formar un consejo de administración rival que no impusiera el llamado ideal amateur en los clubes.

### Deterioro y colapso

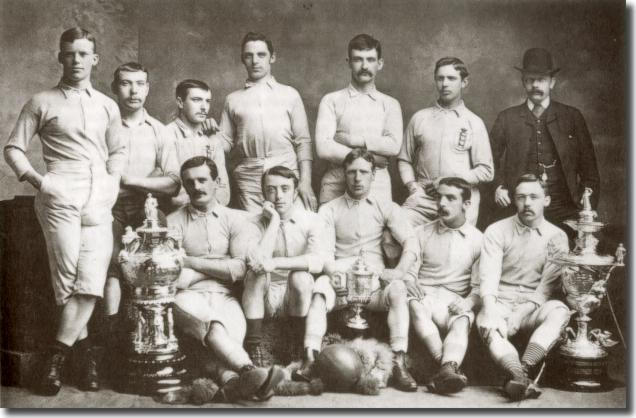
El Blackburn Rovers, rival local del Olympic, ganó la FA Cup por primera vez en 1884 y rápidamente se transformó en el club más importante de la ciudad. En la fotografía se observa a los jugadores junto con la East Lancashire Charity Cup, la FA Cup y la Lancashire Cup.

En la temporada siguiente, el Olympic llegó nuevamente a las semifinales de la FA Cup, al igual que el Blackburn Rovers. Cuando se realizó el sorteo de las semifinales, el club fue emparejado con el Queen's Park y el Rovers con el Nots County, ambos a partido único, abriendo la posibilidad de que los dos equipos pudieran enfrentarse en la final. El Olympic, sin embargo, fue superado y derrotado 4:0 por sus oponentes escoceses. El club presentó una apelación ante la FA, basándose en invasión del campo realizada por algunos de los 16.000 espectadores, pero fue en vano. En la final, que se disputó el 29 de marzo de 1884 en el Kennington Oval, el Blackburn Rovers derrotó al Queen's Park por 2:1.
El club nunca pudo alcanzar nuevamente este nivel de éxito. En la temporada 1884-85, el Olympic perdió por 3:2 en la segunda ronda de la FA Cup ante los Rovers, que consolidaba su posición como equipo principal de la ciudad, ganando el torneo por segunda temporada consecutiva. En 1885 se evitó la amenaza de un cisma dentro del deporte, cuando la FA aceptó legalizar el profesionalismo. En una ciudad del tamaño de Blackburn, sin embargo, al Olympic le fue difícil competir por espectadores y patrocinio con el consolidado y más exitoso Blackburn Rovers; en consecuencia, el Olympic no pudo pagar salarios al mismo nivel que ese club o que otros equipos profesionales de Lancashire. En 1886, el comité del club se vio obligado a reducir los salarios de los jugadores a un cuarto de lo que estaba siendo ofrecido por el Preston North End, uno de los clubes más importantes de la región. En respuesta, muchos de los jugadores claves abandonaron el club y fueron fichados rápidamente por equipos más ricos.
La Football League, la primera liga de fútbol asociado del mundo, fue fundada en 1888 por los clubes más importantes de las Midlands y del Norte. William McGregor, el presidente del Aston Villa e impulsor de la nueva competición, impuso una regla que establecía que solo un club de cada pueblo o ciudad podía unirse a la liga, y se eligió a los Rovers, antes que al Olympic, para ser el representante de Blackburn. Algunos de los clubes que no fueron invitados a unirse a la liga, incluyendo al Olympic, formaron The Combination. Sin embargo, esta fue una competición mal organizada y desapareció antes del final de la temporada 1888-89. Acosado por serias deudas, el comité del club anunció a principios de 1889 que todos los jugadores profesionales serían liberados de sus contratos con efectos inmediatos y que de ahora en adelante el club solo emplearía jugadores amateurs. Esta medida desesperada llegó muy tarde para salvar al club, que quebró definitivamente en septiembre de 1889. El último partido del Blackburn Olympic fue una derrota como visitante ante el Everton. Un equipo amateur no relacionado basado en la ciudad adoptó el nombre de Blackburn Olympic en 1959.

## Uniforme
Al comienzo de la existencia del club, los jugadores vestían usualmente con camisetas color magenta, aunque las reglas respecto al equipamiento eran menos rígidas en esos tiempos y el defensor central Tommy Gibson insistía en utilizar una camiseta que supuestamente le traía suerte, de color ámbar con círculos negros. Más tarde, su compañero Alf Astley copió su ejemplo.
Cuando el club ingresó a la FA Cup por primera vez en 1880, las reglas de la competición decían que todos los jugadores del equipo debían vestir colores a juego, por lo que se eligió una nueva combinación de camisetas celestes y pantalones blancos. Cuando había una coincidencia de colores con los adversarios y el Olympic se veía obligado a cambiarse, los jugadores vestían con una camiseta azul oscura y con pantalones blancos. No hay registro de que el club tuviera ningún escudo, a pesar de que fotografías del equipo que ganó la FA Cup mostraban a varios jugadores con el distintivo de la Lancashire Football Association cosido en sus camisetas, indicando que representaban a Lancashire en los partidos entre condados.
| Titular | Suplente |

## Estadio

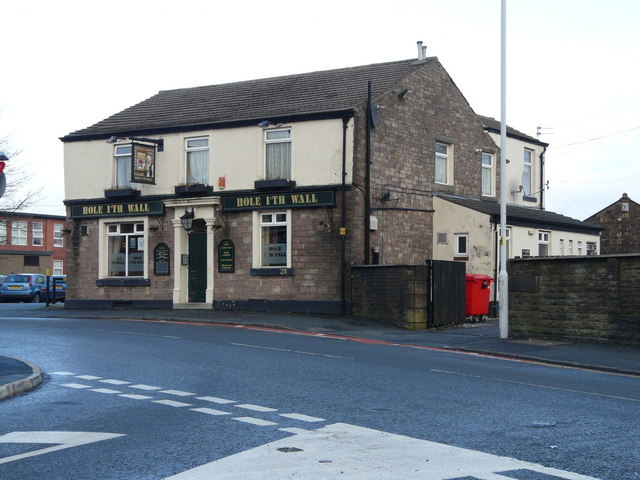
Una vista moderna del pub Hole-i'-th'-Wall, que le dio su nombre al estadio del club.

El primer partido del Olympic tuvo lugar en un terreno perteneciente al Blackburn Cricket Club, ubicado a campo abierto en Higher Oozebooth. Durante los primeros dieciocho meses de existencia del club, el Olympic jugó sus partidos de local en varios lugares de Blackburn, incluyendo a Roe Lee y a Cob Wall. En 1879 la comitiva del club obtuvo el contrato de arrendamiento de un terreno adyacente al pub Hole-i'-th'-Wall, ubicado en la cima de la colina Shear Brow. El lugar había sido usado previamente por otro club, el Queen's Own, pero había quedado vacante cuando el club quebró después de que muchos de sus jugadores ficharan por el Blackburn Rovers.
La superficie de juego se inclinaba hacia abajo y era conocida, inicialmente, por estar extraordinariamente embarrada; sin embargo, el comité del club invirtió cien libras en 1880 para mejorar el drenaje. Las instalaciones eran mínimas y la mayoría de los espectadores se paraban alrededor del perímetro del campo, como era el caso de muchas canchas de fútbol de esa época. Se erigió una tribuna detrás del arco en 1881, pero esta fue dañada severamente por una tormenta en 1884 y reemplazada por una estructura más elaborada, ubicada en uno de los costados más largos del área de juego. Al mismo tiempo, se construyeron otros refugios para darle a los espectadores ubicados en otras áreas la posibilidad de cubrirse de los elementos. La mayor asistencia registrada en el Hole-i'-th'-Wall fue de aproximadamente 10 000 espectadores, para un partido contra el Preston North End en noviembre de 1884; sin embargo, la asistencia normal para los partidos del Olympic era de entre mil y dos mil espectadores. Tras la desaparición del club, el terreno fue adquirido por el Blackburn Railway Clerks Club. Actualmente es sede del St. Mary's College de Blackburn.

## Jugadores

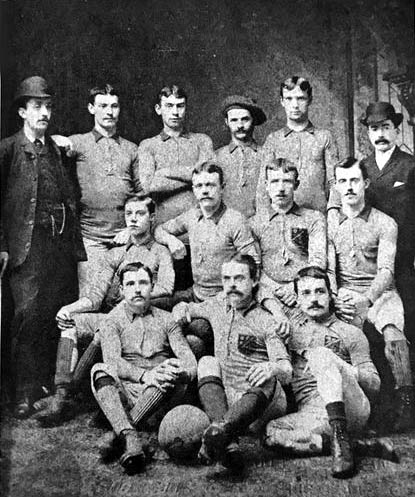
El equipo del Blackburn Olympic que ganó la FA Cup de 1883.

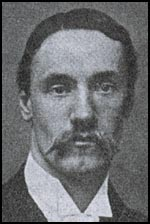
Jack Southworth fue uno de los futbolistas que llegó a jugar con la selección de fútbol de Inglaterra después de su paso por el Blackburn Olympic, participando en tres encuentros y logrando anotar tres goles.

El equipo del Olympic que ganó la FA Cup en 1883 estaba compuesto por once jugadores nacidos en Inglaterra, por lo que esta fue la primera vez que un all-English XI ganó la competición. El equipo formó con el siguiente once, cuyo trabajo también se especifica en una columna llamada Ocupación:
| Posición | Jugador          | Ocupación                              |
| -------- | ---------------- | -------------------------------------- |
| POR      | Thomas Hacking   | Ayudante de dentista.                  |
| DEF      | James Ward       | Operador de una máquina de algodón.    |
| DEF      | Albert Warburton | Plomero y propietario de un pub.       |
| MED      | Thomas Gibson    | Trabajador de una fundición de hierro. |
| MED      | Jack Hunter      | Propietario de un pub.                 |
| MED      | William Astley   | Tejedor.                               |
| DEL      | Tommy Dewhurst   | Tejedor.                               |
| DEL      | Arthur Matthews  | Enmarcador de cuadros.                 |
| DEL      | George Wilson    | Administrativo.                        |
| DEL      | Jimmy Costley    | Hilandero.                             |
| DEL      | John Yates       | Tejedor.                               |

James Ward fue el único jugador que fue elegido para formar parte del seleccionado inglés mientras jugaba en el club. Jugó un solo partido, un empate contra Gales el 14 de marzo de 1885 en Leamington Road, Blackburn. Tommy Dewhurst fue elegido para un partido internacional en 1884, pero fue desestimado ya que estuvo involucrado en una pelea con un jugador rival durante un partido entre el Olympic y el Northwich Victoria. Otros seis jugadores que jugaron en el Olympic representaron a Inglaterra, antes o después de su época en el club. Estos fueron Joe Beverley (3 partidos, 0 goles), Edgar Chadwick (7 partidos, 3 goles), Jack Hunter (7 partidos, 0 goles), Jack Southworth (3 partidos, 3 goles), William Townley (2 partidos, 2 goles) y John Yates (1 partido, 3 goles).

## Entrenadores
El concepto de mánager futbolístico o entrenador no existía en el siglo XIX, aunque algunas fuentes modernas identifican a Jack Hunter como el mánager del equipo. La principal responsabilidad de Hunter era entrenar a los jugadores, a pesar de que en los últimos años del club también se encargó de buscar y fichar jugadores amateurs prometedores. El benefactor del club, Sydney Yates, mantuvo el cargo de presidente y su hermano Fred sirvió como presidente del comité del club. La mayor parte de la administración fue manejada por el secretario, un puesto que fue ocupado por Bill Bramham durante casi toda la existencia del club.

## Palmarés
El club ganó los siguientes trofeos:
- Livesey United Cup - 1878
- Blackburn Association Challenge Cup - 1879, 1880
- East Lancashire Charity Cup - 1882
- FA Cup – 1883

La única competición en la que el club participó y que nunca pudo ganar fue la Lancashire Senior Cup.

## Rivalidades
La rivalidad principal del Blackburn Olympic era con el Blackburn Rovers. El primer partido entre ambos equipos se disputó en febrero de 1879, con una victoria por 3:1 en favor del Olympic. Los clubes jugaron cuarenta veces entre sí, pero el Olympic solo ganó seis de estos partidos. La rivalidad se volvió especialmente intensa en septiembre de 1884 cuando, en medio de acusaciones de que los clubes estaban usando tácticas deshonestas en intentos para robarse los jugadores estrellas entre sí, el secretario de los Rovers le envió un telegrama a su colega, en el que establecía que no jugarían partidos contra el Olympic en la temporada 1884-85. En diciembre, sin embargo, los clubes fueron emparejados mediante sorteo para enfrentarse entre sí por la FA Cup y los partidos se reanudaron más tarde esa temporada. Su último encuentro fue un partido en beneficio del Olympic en febrero de 1889, en el que los Rovers ganaron 6:1. Los Rovers aceptaron que el económicamente hundido Olympic se quedara con todo el dinero recaudado de las entradas, en lugar de compartirlo.